# Lanišće (żupania zagrzebska)
Lanišće – wieś w Chorwacji, w żupanii zagrzebskiej, w mieście Jastrebarsko. W 2011 roku pozostawała niezamieszkana.